# 虹色とうがらし
『虹色とうがらし』（にじいろとうがらし）は、あだち充による日本の漫画作品。『週刊少年サンデー』（小学館）にて、1990年4・5合併号から1992年19号まで連載された。少年サンデーコミックス全11巻。
SFを交えた時代劇である。
2021年8月に舞台化が決定した。

## あらすじ
これは未来の話。地球によく似た星の、江戸という町のからくり長屋。そこで暮らす七人兄弟はそれぞれ母親が違う異母兄弟であり、七人の母親たちは全員他界している。
兄弟はそれぞれの故郷をめぐって、母親の墓参りをする旅に出ることになった。しかし、七人は行く先々でなぜか命を狙われることになる。その裏には、奥川秋光将軍との秘密や、その弟・貴光、そして謎の浪人・浮論の暗躍があった。

## 登場人物

### 七人兄弟
胡麻（ごま）
長男。22歳。木豆大島出身。平井亭胡麻（ひらいていごま）の芸名を持つ落語家だがさほど上手くはない。大食らいで大酒飲み。兄弟の中では陳皮と並んで荒事は苦手。
麻次郎（あさじろう）
次男。20歳。立浪名古山城下出身。一刀流の達人で埴輪念流（はにわねんりゅう）免許皆伝最短記録を持つ。絵を描くために旅をしていて、たまにしか長屋に帰ってこない。予知能力があるが任意に使える訳ではなく、スケッチ中に発動して気が付くと「スケッチ対象とは別の絵」が描き上がっているというもの。
芥子の坊（けしのぼう）
三男。18歳だが、上の兄2人より老けて見える。城下町で生まれ、今南寺で少年時代を過ごす。喧嘩と博打に非常に強く、女と酒には非常に弱い。故郷の住人からは遠ざけられている。
七味（しちみ）
主人公。四男。15歳。二光江戸村出身。故郷では火消（いなか三組の「い」組）をしていた。陳皮が作った三段式鳶口を使った棒術が得意。兄弟想いだが、泳げない。
菜種（なたね）
長女。13歳。とびきりの美少女。気が強く、麻次郎からは剣の手ほどきを受けており、かなり強い。年齢が一年そこそこしか違わない七味とは喧嘩ばかりしている。実は浮論の異父妹であり、浮論以外の七人兄弟とは血がつながっていない（後述）。
陳皮（ちんぴ）
五男。10歳。発明にかけては天才。眼鏡をかけている。
山椒（さんしょう）
六男。3歳。風賀村出身。幼いが忍術が得意。半蔵が陰で鍛えている。
それぞれの名前の胡麻、麻、芥子、菜種、陳皮、山椒は七味唐辛子の材料。また江戸では七味唐辛子を「なないろとうがらし」と呼ぶ（詳しくは七味唐辛子の項を参照）。

### 将軍家
奥川秋光（おくがわ あきみつ）
奥川家第八代将軍。飄々とした性格と容貌だが、将軍家始まって以来の剣の天才と呼ばれるほどの腕前を持つ。実は切れ者との噂もあり。若い頃は度々城を抜け出しては放浪する癖があった。
琴姫（ことひめ）
秋光の娘。たいへんわがまま。七味に興味と好意を持っており、積極的にちょっかいを掛ける。菜種とは仲が悪い。
彦六（ひころく）
からくり長屋の大家であり、将軍にも仕えている（兄弟には知られていない）。優れた剣術を持つ。
半蔵（はんぞう）
公儀お庭番の風賀忍者。彦六に仕え、陰ながら七人兄弟の護衛をしている。

### その他
バン艦長
江戸に流れ着いた異人。貴光と手を組み、何かをたくらむ。作中の回想・イメージからして作中の世界とは別の場所（地球であることが示唆されてはいるが、明言はされない）から来た「本当の意味で異人」であり、元の世界では複数回結婚したらしいが、子が出来なかった。度々故郷の夢を見ては部下に「またあの星の夢だ」と口にしている。この世界で息子・コバンをもうけ、ごく普通に暮らしていくことを決心する。故郷では環境破壊に対しての啓蒙活動を行っていたようだが受け入れられず、部下（彼も最終話で子が出来る）と共に作中の世界にやってきた。
奥川貴光（おくがわ たかみつ）
立浪名古山城藩主で秋光の弟。顔つきは温和そうだが、実は非常な野心家で、天下を取ろうとたくらんでおり、七人兄弟を殺すことを計画する。バン艦長から提供された兵器技術で根回しをしていたが、野望を実現する前に毒蜂に刺されて亡くなる。
省吾（しょうご）
貴光の息子。盗賊をやっており、貴光の指令で七人兄弟の命を狙っている。菜種にホレていて、無理矢理、自分の女にしようとする。部下を平気で殺すこともできる。貴光とは仲が悪いが、母親への敬慕から従った。
赤丸（あかまる）
公儀お庭番争いで風賀に敗れた火賀忍者の首領。半蔵にライバル心を持つ。貴光に仕え、卑怯な手段も厭わないが、非常にまぬけ。逃げ足だけは一流。
浮論（ふろん）
麻次郎にも引けを取らない剣術の達人。謎多き浪人。その正体は菜種の異父兄であり、彼本人は知らない事実だが秋光の実子の一人で、七味達とは異母兄弟（兄弟順としては麻次郎と芥子の坊の間あたり）だった。
幼い頃、母と再婚した義理の父親（菜種の実父）を事故で刺殺してしまい、出奔していた。かつては七味や麻次郎と似た顔立ちだったが、出奔後は相当に嫌なものを見てきたのか、一見して兄弟とはわからない形相になっている。
加代（かよ）
江戸の街で三本の指に入る呉服屋「信越屋」の一人娘。不良に囲まれていたところを助けてもらって以来、七味が好き。
絵美（えみ）
二光江戸村の七味の幼馴染み。七味ちゃん、絵美ちゃんの間柄。働き者である。
ビリー
流れ着いた異人の少年。この世界の「本物の外国人」なため、情報の齟齬が発覚しないようにとバン艦長の指示を受けた浮論に家族ごとを殺されかけるも生き残る。

## 書誌情報
- あだち充『虹色とうがらし』小学館〈少年サンデーコミックス〉、全11巻
  1. 1990年8月18日発売[2]、ISBN 4-09-122461-X
  2. 1990年10月18日発売[3]、ISBN 4-09-122462-8
  3. 1991年3月18日発売[4]、ISBN 4-09-122463-6
  4. 1991年6月18日発売[5]、ISBN 4-09-122464-4
  5. 1991年8月9日発売[6]、ISBN 4-09-122465-2
  6. 1991年10月18日発売[7]、ISBN 4-09-122466-0
  7. 1991年11月18日発売[8]、ISBN 4-09-122467-9
  8. 1991年12月11日発売[9]、ISBN 4-09-122468-7
  9. 1992年3月18日発売[10]、ISBN 4-09-122469-5
  10. 1992年4月17日発売[11]、ISBN 4-09-122470-9
  11. 1992年5月18日発売[12]、ISBN 4-09-123081-4

- あだち充『虹色とうがらし』小学館〈少年サンデーコミックスワイド版〉、全6巻
  1. 1996年5月発行[13]、ISBN 4-09-124741-5
  2. 1996年7月発行[14]、ISBN 4-09-124742-3
  3. 1996年9月発行[15]、ISBN 4-09-124743-1
  4. 1996年11月発行[16]、ISBN 4-09-124744-X
  5. 1997年1月発行[17]、ISBN 4-09-124745-8
  6. 1997年3月発行[18]、ISBN 4-09-124746-6

- あだち充『虹色とうがらし』小学館〈小学館文庫〉、全6巻
  1. 2002年5月16日発売[19]、ISBN 4-09-193265-7
  2. 2002年5月16日発売[20]、ISBN 4-09-193266-5
  3. 2002年7月16日発売[21]、ISBN 4-09-193267-3
  4. 2002年7月16日発売[22]、ISBN 4-09-193268-1
  5. 2002年9月14日発売[23]、ISBN 4-09-193269-X
  6. 2002年9月14日発売[24]、ISBN 4-09-193270-3

- あだち充『虹色とうがらし』小学館〈My First WIDE〉、全5巻
  1. 2018年1月発行[25]（1月12日発売）、ISBN 978-4-09-163442-9
  2. 2018年2月発行[26]（2月13日発売）、ISBN 978-4-09-163449-8
  3. 2018年3月発行[27]（3月13日発売）、ISBN 978-4-09-163456-6
  4. 2018年4月発行[28]（4月13日発売）、ISBN 978-4-09-163463-4
  5. 2018年5月発行[29]（5月11日発売）、ISBN 978-4-09-163466-5

## 舞台版
SF時代活劇「虹色とうがらし」のタイトルで、2021年8月28日から9月5日にかけてあうるすぽっとを会場に舞台が公演された。全16公演。

### キャスト
- 七味 - 長江崚行
- 菜種 - 伊波杏樹
- 浮論 - 沢村玲（ONE N' ONLY）
- 省吾 - 釣本南
- 琴姫 - トミタ栞
- 半蔵 - 松原凛
- 胡麻 - 桂鷹治
- 芥子の坊 - 熊野利哉
- 陳皮 - 木村風太
- 山椒 - 猪股怜生 / 岡田悠李（回代わりのダブルキャスト）
- 彦六 - 上山克彦
- 貴光 - 光宣
- バン艦長 - 富山バラハス
- 赤丸 - 藤木陽一
- 絵美 - 聖山倫加
- 麻次郎 - 荒井敦史
- 秋光 - 松田賢二
- アンサンブル - 白井サトル、生谷一樹、宮田龍樹、志摩匠人

### スタッフ
- 原作 - あだち充「虹色とうがらし」（小学館 少年サンデーコミックス刊）
- 脚本 - 鳥澄若多
- 演出 - 佐藤慎哉（アナログスイッチ）
- 舞台美術 - 平山正太郎（センターラインアソシエイツ）
- 音響 - 今村太志（サウンドクラフトライブデザイン社）
- 照明 - 高橋朋也（東京三光）
- 映像 - 曾根久光（co:jin projects）
- 衣裳 - 阿部美千代（MIHYプロデュース）
- ヘアメイク - 成谷充未
- 特殊造形 - 平野雅史
- 音楽 - SCONE BEATS
- アクション監督 - 加藤学
- 演出助手 - 高島大輝
- 舞台監督 - 田中聡
- 宣伝写真 - 渡部孝弘
- 宣伝デザイン - Lamm Lemon
- WEBデザイン - 岡本宏輔
- 票券 - Ｍitt
- 制作 - 浅田真那
- プロデューサー - 川瀬良祐
- エグゼクティブプロデューサー - 大関真
- 特別協力 - 小学館
- 企画制作 - スーパーエキセントリックシアター